# Ivan Sedláček
Ivan Sedláček (15. dubna 1932 Zvolen, Československo – 20. července 2023 Brno) byl český učitel a sbormistr.

## Život
Roku 1939 se s rodiči přestěhoval do Vyškova a o něco později do Brna. K hudbě Ivana Sedláčka přivedli rodiče. Jeho otec Rudolf Sedláček (1888–1973) byl školním inspektorem, který se po I. světové válce věnoval rozvoji školství na středním Slovensku. Po II. světové válce učil na Učitelském ústavu v Brně a příležitostně vyučoval hudební výchovu na gymnáziu. Matka Růžena Sedláčková (1895–1944) pracovala jako ředitelka školy pro ženská povolání. Zemřela, když bylo Ivanu Sedláčkovi 12 let. Druhou matkou se Sedláčkovi stala, sólistka VSMU (Vachův sbor moravských učitelek) a dirigentka Brněnského dívčího dětského sboru, Jitka Sedláčková–Reindlová.
Ivan Sedláček vystudoval gymnázium v Brně – Králově Poli, zde měl pro své politické smýšlení problémy s přihláškou ke studiu hudební vědy. Nakonec v roce 1954 absolvoval obor český jazyk – dějepis na Pedagogické fakultě Masarykovy univerzity a na Filozofické fakultě Masarykovy univerzity v roce 1970 absolvoval jednooborovou bohemistiku. Přestože Sedláček hudbu nestudoval, hudbě se věnoval a zdokonaloval se soukromým studiem. Základy dirigování získal u Zdeňka Kaňáka, dále soukromě studoval dirigování u sbormistra Libora Coufalíka. V pěvecké výchově se zdokonaloval u prof. Jiřího Bara.
Po studiích krátce působil v Ostravě (1954–1956), poté získal pracovní místo ve Šlapanicích u Brna, kde na základní škole působil na plný úvazek až do roku 1975. V letech 1975 až 1983 působil Sedláček, mimo jiné, jako externista na různých brněnských gymnáziích. Na Gymnáziu Křenová jeho zásluhou vznikl smíšený pěvecký sbor, na gymnáziu Brno Koněvova v letech 1972–1973 vedl sbor, který založila Miluše Kleinová a dal mu jméno Mladí madrigalisté.
V letech 1969 až 1997 působil Sedláček jako externí pedagog Janáčkovy akademie múzických umění a vyučoval posluchače dirigování předmět Teorie a praxe řízení dětského sboru.

## Šlapanický dětský sbor
V roce 1956 založil ve Šlapanicích u Brna nepovinný pěvecký kroužek nazvaný Šlapanický dětský sbor. Od samého počátku Sedláček usiloval o repertoár, kterým by se jeho sbor odlišoval od podobných těles. Spolupráce se soudobými autory (např. Petr Eben, František Emmert, Pavel Čotek, Osvald Chlubna, Ctirad Kohoutek, Jiří Matys, Lukáš Matoušek, Věroslav Neumann, Arnošt Parsch, Zdeněk Pololáník, Miroslav Raichl, Petr Řezníček, Klement Slavický, Vladimír Werner, Evžen Zámečník, aj.) a skladby, které napsali z podnětu Ivana Sedláčka, obohatily českou sborovou tvorbu o více než pět desítek význačných děl.
Již v březnu 1957 Šlapanický dětský sbor vyhrál okresní kolo Soutěže tvořivosti mládeže, v dalších letech následovala stejná ocenění i z krajských kol.
Roku 1960 byl sbor poprvé pozván do Československého rozhlasu v Brně. Úspěchem bylo též vítězství v ústředním kole Soutěže tvořivosti mládeže v Bratislavě roku 1962. Sbor se, mimo jiné, také několikrát představil na festivalu vokální tvorby v Jihlavě či na Sborovém festivalu Brno.
Roku 1965 započala spolupráce s brněnskou operní scénou, prvně sbor účinkoval v opeře Bohéma Giacoma Pucciniho (předpremiéra a premiéra 30. dubna a 4. května 1965 v Brně v Janáčkově divadle). V této době se těleso značně rozrostlo o zpěváky z Brna, z tohoto důvodu a také z technických důvodů spojených s častými večerními představeními v opeře se brzy zkoušky sboru přesunuly ze Šlapanic u Brna do Janáčkova divadla.

## Kantiléna
Dále nebylo důvodu, aby sbor nesl jméno Šlapanický dětský sbor a tak roku 1967 transformoval na sbor Kantiléna, která se stala sborem přísně výběrovým.
V sedmdesátých a na počátku osmdesátých let Sedláček s Kantilénou, vedle jiného, zvítězil v celostátní soutěži výběrových sborů ve Svitavách, na několika mezinárodních soutěžích (např. Neerpelt, Celje, Arezzo) či natáčel do rozhlasu a televize. Dále účinkoval na samostatném koncertu na kongresu ISME (Mezinárodní společnost pro hudební výchovu) v síni Varšavské filharmonie a v roce 1981 získal absolutní vítězství na Concorso polifonico Quido di Arezzo, (k vítězství přispělo uvedení bitonálního dvojsboru Evžena Zámečníka Utvořme krajinu zpěvu). V roce 1983 vyhrál Ivan Sedláček konkurz na místo sbormistra dětského sboru Státní filharmonie Brno, převzal část dětí ze zbytku Lýskova Brněnského dětského sboru, který v té době patřil k filharmonii a od roku 1984 je včlenil do Kantilény, která se stala filharmonickým dětským sborem. Do doby, než sbor opustili poslední zpěváci původního Lýskova sboru,
vystupoval pod jménem Brněnský dětský sbor Kantiléna. V době komunismu nesměla Kantiléna zpívat duchovní skladby a motetta vokální polyfonie. Teprve po listopadu 1989 mohl Sedláček svobodně rozšířit dramaturgii sboru o tyto skladby,
s kterými Kantiléna pravidelně účinkovala na nově zavedeném cyklu abonentních koncertů duchovní hudby a později v řadě svátečního cyklu. Otevření hranic také dovolilo pravidelné koncertní cesty do zahraničí, Sedláček s Kantilénou podnikl turné po Japonsku, USA a Kanadě, Řecku, Švýcarsku, Itálii a mnoha dalších zemích. Jako sbormistr a umělecký vedoucí Kantilény Sedláček působil do konce roku 2005.
V roce 2006 stanul v čele nově vzniklého Smíšeného sboru Kantiléna, složeného z bývalých zpěváků všech generací. Základ repertoáru smíšeného sboru tvoří skladby vokální polyfonie, ale i díla českých skladatelů např. Antonína Dvořáka, Leoše Janáčka nebo Petra Řezníčka. Tento sbor Sedláček vedl a řídil až do června roku 2008.

## Umělci, kteří prošli Kantilénou
Kantilénou prošlo i několik budoucích sólistů a dirigentů. Mezzosopranistky Magdalena Kožená a Marika Žáková, tenorista Pavel Černoch, sopranistka Veronika Hajnová-Fialová aj. nebo dirigenti Milan Kaňák, Pavel Koňárek, Jakub Klecker nebo Jaroslav Kyzlink. Mnoho z nich s Ivanem Sedláčkem spolupracovalo i po skončení aktivní činnosti ve sboru. Například Magdalena Kožená si Kantilénu pozvala ke spoluúčinkování na koncert roku 1997 do Smetanovy síně Obecního domu a 2002 do Rudolfina v Praze. MgA. Jakub Klecker se dokonce stal Sedláčkovým nástupcem a převzal po jeho odchodu Sbor dětí a mládeže při Filharmonii Brno Kantiléna i Smíšený sbor Kantiléna. Sbor dětí a mládeže při Filharmonii Brno Kantiléna vedl do roku 2020.

## Současnost
Ivan Sedláček přednášel na různých sbormistrovských seminářích, působil jako člen soutěžních porot na národních i mezinárodních soutěžích, byl rádcem mladým umělcům a studentům. Byl členem Odborné rady informačního a poradenského střediska ARTAMA Praha pro dětské sbory. Za svoji dlouholetou kvalitní a profesionální práci byl Ivan Sedláček několikrát oceněn.

## Ocenění
- 1989 Cena Františka Lýska
- 1996 Cena města Brna – udělena sboru Kantiléna
- 2002 Cena Bedřicha Smetany
- 2012 Cena Jihomoravského kraje
- Medaile Za zásluhy 1. stupeň (2022)
- medaile Artis Bohemiae Amicis (2022)

## Ceny na mezinárodních sborových soutěžích a festivalech
- Neerpelt 1974 – zlatá medaile
- Celje 1975 – zlatá medaile
- Arezzo 1977 – 1. cena
- Varna 1979 – 2. cena
- Arezzo 1981 – 1. cena, absolutní vítězství a cena Bély Bartóka
- Prato 1982 – 1. cena
- Neerpelt 1984 – 1. cena „Summa cum Laude“
- Helsinki 1987 – 2. cena v soutěži evropských rozhlasových stanic „Ať národy zpívají“
- Tolosa 1987 – stříbrná medaile